# Mukand Pur
Mukand Pur – wieś w Pakistanie, w prowincji Pendżab. W 2017 roku liczyła 8132 mieszkańców.